# Ред и закон (14. сезона)
Четрнаеста сезона серије Ред и закон је премијерно емитована на каналу НБЦ од 24. септембра 2003. године до 19. маја 2004. године и броји 24 епизоде.

## Опис
Ово је последња сезона у којој је Џери Орбак као детектив Лени Бриско био члан главне поставе. Лик је премештен у трећу спиноф серију, Ред и закон: Суђење пред поротом. Орбак се појавио у само прве две епизоде пошто је у току снимања умро од рака простате 28. децембра 2004. године. Ова се зона је друга у којој се главне постава из претходне сезоне није мењала.

## Улоге

### Главне
- Џери Орбак као Лени Бриско
- Џеси Л. Мартин као Ед Грин
- Ш. Епата Меркерсон као Анита ван Бјурен
- Сем Вотерстон као ИПОТ Џек Мекој
- Елизабет Ром као ПОТ Серена Садерлин
- Фред Далтон Томпсон као ОТ Артур Бренч

### Епизодне
- Керолин Мекормик као др Елизабет Оливет (Епизоде 6 и 21)

## Епизоде
| Бр. у серији | Бр. у сезони | Назив                     | Редитељ           | Сценариста                                                                | Пpемијерно емитовање | Пpод. код | Гледаност у САД (милиони) |
| --- | ------------ | ------------------------- | ----------------- | ------------------------------------------------------------------------- | -------------------- | --------- | ------------------------- |
| 302 | 1            | "Тела"                    | Константин Макрис | Синопсис: Вилијам Х. Фордс Сценарио: Вилијам Н. Фордс и Мајкл С. Чернучин | 24. септембар 2003.  | E4302     | 20.90                     |
| Истражујући смрт једне пубертетлијке, детективи наилазе на образац злочина који указује да су у потрази за низним убицом. Осумњичени, међутим, тужиоце провлачи кроз етичку грешку када је открио да његов заступник зна за жртве и где се налазе. |              |                           |                   |                                                                           |                      |           |                           |
| 303 | 2            | "Награда"                 | Метју Пен         | Мајкл С. Чернучин                                                         | 1. октобар 2003.     | E4304     | 17.50                     |
| Истрага о убиству ловца на главе води до извештача са оптужујућом етиком и сумњивом одбрамбеном стратегијом. |              |                           |                   |                                                                           |                      |           |                           |
| 304 | 3            | "Нулти болесник"          | Дејвид Плат       | Венди Бетлс                                                               | 8. октобар 2003.     | E4301     | 16.50                     |
| Истрага крађе возила које садржи бочице смртоносног вируса доводи детективе у потрагу за првом особом зараженом вирусом и биохемичарем чије је злокобне побуде покретала страст. |              |                           |                   |                                                                           |                      |           |                           |
| 305 | 4            | "Психијатар"              | Џејс Александер   | Ричард Сверен                                                             | 22. октобар 2003.    | E4305     | 16.60                     |
| Полиција и тужилаштво истражују везу између награђиваног текстописца и младе жене која је пронађена убијена у његовој кући како би открили ко би се окористио њеном смрћу. |              |                           |                   |                                                                           |                      |           |                           |
| 306 | 5            | "Пламен"                  | Глорија Муцио     | Марк Гугенхајм, Арон Зелман и Мајкл С. Чернучин                           | 29. октобар 2003.    | E4309     | 16.20                     |
| Тинејџерска потреба за родитељском љубављу, прихватањем и признањем покреће догађаје који су довели до смрти 23-троје посетилаца концерта са бацачима пламена који је започела незаконита пиротехника једног рок састава. |              |                           |                   |                                                                           |                      |           |                           |
| 307 | 6            | "Лик"                     | Џејс Александер   | Џенис Дајмонд                                                             | 5. новембар 2003.    | E4311     | 16.40                     |
| Када је пронађен мушкарац убијен убрзо након што је на свој штедни рачун положио готово 400.000 долара, истрага о извору средстава открива да је жртва извршила превару због крађе идентитета због које је један старији мушкарац остао без крова над главом. |              |                           |                   |                                                                           |                      |           |                           |
| 308 | 7            | "Тело у реци"             | Ричард Добс       | Ерик Овермајер                                                            | 12. новембар 2003.   | E4307     | 18.90                     |
| Супруг жене чије је делимично распаднуто тело пронађено како плута у реци Хадсон постаје главни осумњичени за њено убиство све док тужиоци не открију везу између њеног будућег заступника и судије који је саслушао сумњив велики број његових случајева. |              |                           |                   |                                                                           |                      |           |                           |
| 309 | 8            | "Уграђен"                 | Ед Шерин          | Крег Турк                                                                 | 19. новембар 2003.   | E4303     | 17.50                     |
| Када је извештач оптужен да је изазвао смрт војника са којима је био у Ираку одакле је извештавао о њиховом кретању, погођен и рањен уочи повратка на фронт, балистички извештај указује да је пиштољ припадао једном од погинулих војника, наводећи детективе да открију ко је донео пиштољ са фронта и извршио злочин. |              |                           |                   |                                                                           |                      |           |                           |
| 310 | 9            | "Саосећање"               | Константин Макрис | Роз Винмен                                                                | 26. новембар 2003.   | E4308     | 14.70                     |
| Када је преваранта који се издавао као саветник за тугу отровао угледни лекар који му је био жртва, Мекој мора да утврди да ли је освета или лудило изазвало злочин. |              |                           |                   |                                                                           |                      |           |                           |
| 311 | 10           | "Лоше зачеће"             | Дејвид Плат       | Арон Зелман, Ноа Бејлин и Мајкл С. Чернучин                               | 3. децембар 2003.    | E4306     | 16.60                     |
| Власник друштва за производњу одеће са радницима који су усељеници на црно пронађен је убијен, што детективе шаље у потрагу за непознатим вечерњим позиваоцем чија се девојка, такође радница у творници, недавно породила. Након што је откривено да је жртва отац детета, дечко је ухапшен под оптужбом да је извршио убиство због прељубе девојке све док удовица жртве није открила да је то био аранжман заменске мајке. |              |                           |                   |                                                                           |                      |           |                           |
| 312 | 11           | "Дарвинисти"              | Џејк Александер   | Марк Гугенхајм                                                            | 7. јануар 2004.      | E4313     | 18.00                     |
| Очигледни напад и бекство бескућника шаље детективе у потрагу за возачем, угледном издавачицом, што подстиче напоре да тужилаштво добије осуђујућу пресуду за убиство. Међутим, обдукција открива да је жртва умрла од последица премлаћивања, које је морало да се догоди неколико сати пре саобраћајне несреће што доводи до осумњиченог у заједници бескућника.                                                            |              |                           |                   |                                                                           |                      |           |                           |
| 313 | 12           | "Наплата"                 | Констаитин Макрис | Лоренцо Каркатера                                                         | 14. јануар 2004.     | E4310     | 17.20                     |
| Истрага о убиству бившег кладионичара који се претворио у доушника у мафији открива узнемирујућу нову борбу у удруживању у злочину у којој учествују законити пословни људи који се представљају као нападачи у борби за вођство мафије, а завршава се савезном смицалицом како би се поништио споразум о признању кривице у овом случају због чега Мекој кипти од беса, а још две особе су мртве.                            |              |                           |                   |                                                                           |                      |           |                           |
| 314 | 13           | "Брачне воде"             | Ричард Добс       | Венди Бетлс и Вилијам Н. Фордс                                            | 4. фебруар 2004.     | E4315     | 17.30                     |
| Смрт жене која је пала са балкона хотела доводи до случаја који укључује лезбо пар и државног закона који забрањује усвајање деце педерима. |              |                           |                   |                                                                           |                      |           |                           |
| 315 | 14           | "Скупштина"               | Глорија Муцио     | Ричард Сверен и Марк Гугенхајм                                            | 11. фебруар 2004.    | E4318     | 17.00                     |
| Грешка градског службеника покреће ланац догађаја који је кулминирао смртоносном пуцњавом у скупштини и тајним савезним судом који наставља са злослутним последицама. |              |                           |                   |                                                                           |                      |           |                           |
| 316 | 15           | "Дан бивших војника"      | Дејвид Плат       | Ноа Бејлин                                                                | 18. фебруар 2004.    | E4314     | 18.00                     |
| Одликовани бивши борац из Заливског рата ожалошћен због погибије свог сина у Авганистану убија противратног демонстранта, а на суђењу тврди да је деловао под крајњом осећајном секирацијом. |              |                           |                   |                                                                           |                      |           |                           |
| 317 | 16           | "Могу ли добити сведока?" | Дон Скадрино      | Арон Зелман                                                               | 25. фебруар 2004.    | E4320     | 16.73                     |
| Мекој се суочава са тешком битком у доказивању да су сведоци убиства и кријумчари дроге подмићени, застрашени и на крају побијени по налогу растурача дроге оптуженог за злочин. |              |                           |                   |                                                                           |                      |           |                           |
| 318 | 17           | "Одрешене руке"           | Глорија Муцио     | Џенис Дајмонд                                                             | 3. март 2004.        | E4316     | 14.60                     |
| Како Мекој није успео да добије осуђујућу пресуду за убиство против ексцентричног милионера травестита због смрти свог суседа, он удвостручује напоре да га осуди за убиство друге жене неколико година раније показујући да је убио сведокињу злочина. |              |                           |                   |                                                                           |                      |           |                           |
| 319 | 18           | "Зле расе"                | Константин Макрис | Синопсис: Ноа Бејлин Сценарио: Бери Шајндел и Ноа Бејлин                  | 24. март 2004.       | E4326     | 15.00                     |
| Жена која је преживела холокауст убијена је уочи свог сведочења на суђењу за изручењеу бившег чувара концентрационог логора. Мекој не само да мора да суди убицу, већ и бившег стражара који је успео да извуче највише од смрти преживеле иако су докази ограничени. |              |                           |                   |                                                                           |                      |           |                           |
| 320 | 19           | "Невидљиви човек"         | Марта Мичел       | Вилијам Н. Фордс                                                          | 31. март 2004.       | E4324     | 17.90                     |
| Окружно тужилаштво је на мукама када је истрага о смрти једног ПОТ-а разоткрила бруку која би могла да угрози стотине случајева. |              |                           |                   |                                                                           |                      |           |                           |
| 321 | 20           | "Сви воле Код Рејмонда"   | Ричард Добс       | Синопсис: Лоренцо Каркатера Сценарио: Ричард Добс и Лоренцо Каркатера     | 14. април 2004.      | E4327     | 16.20                     |
| Похлепа, издаја и непоштовање обликују побуде за убиства када су двојица мушкараца побијени у ексклузивном ресторану. |              |                           |                   |                                                                           |                      |           |                           |
| 322 | 21           | "Бреме прошлости"         | Дејвид Пллат      | Синопсис: Дајмонд Хамонд Сценарио: Мајкл С. Чернучин и Дејвид Хамонд      | 21. април 2004.      | E4317     | 17.20                     |
| Истрага смртног случаја у кафанској тучи открива вишедеценијску освету детектива против ситног злочинца који је постао убица и лажно оптужен за једно убиство након што је избегао осуду за друго. |              |                           |                   |                                                                           |                      |           |                           |
| 323 | 22           | "Странац"                 | Џејс Александер   | Венди Бетлс                                                               | 28. април 2004.      | E4325     | 17.20                     |
| Ван Бјуренова има резервисан поглед на Бренчове тактике око мамљења власника ноћног клуба "Гинза" у Њујорку пошто јапанска влада није вољна да га изручи како би се суочио са оптужбама за заверу и убиство своје жене на одмору у Њујорку. |              |                           |                   |                                                                           |                      |           |                           |
| 324 | 23           | "Купац кавијара"          | Ричард Добс       | Роз Винмен                                                                | 12. мај 2004.        | E3317     | 15.90                     |
| Када је дан након венчања са много млађом женом убијен увозник кавијара, у великом броју осумњичених су његова нова жена, деца и главни конкурент од којих свако има убедљиву побуду за извршење злочина. |              |                           |                   |                                                                           |                      |           |                           |
| 325 | 24           | "У. С."                   | Метју Пен         | Ричард Добс и Марк Гугенхајм                                              | 19. мај 2004.        | E4319     | 19.50                     |
| Бриско се опрашта од 27. испоставе док се борба тужилаштво против две жене које су једна другој убиле мужеве успешно завршава. |              |                           |                   |                                                                           |                      |           |                           |